# Старомензелябашское сельское поселение
Старомензеляба́шское се́льское поселе́ние — муниципальное образование в Сармановском районе Республики Татарстан. Административный центр — село Старый Мензелябаш.

## История
Статус и границы сельского поселения установлены Законом Республики Татарстан от 31 января 2005 года № 39-ЗРТ «Об установлении границ территорий и статусе муниципального образования „Сармановский муниципальный район“ и муниципальных образований в его составе».

## Население
| 2010 | 2011 | 2012 | 2013 | 2014 | 2015 | 2016 |
| ---- | ---- | ---- | ---- | ---- | ---- | ---- |
| 918  | ↘916 | ↘905 | ↘899 | ↗904 | ↗911 | ↗912 |
| 2017 | 2018 |      |      |      |      |      |
| ↘880 | ↗894 |      |      |      |      |      |

## Состав сельского поселения
| № | Населённый пункт  | Тип населённого пункта       | Население |
| - | ----------------- | ---------------------------- | --------- |
| 1 | Кузяково          | деревня                      |           |
| 2 | Старый Мензелябаш | село, административный центр |           |